# Relations entre le Brésil et le Japon
Les Relations entre le Brésil et le Japon désignent les relations internationales entre le Brésil et du Japon.
Le Japon a inauguré les relations diplomatiques avec le Brésil en 1895.
Le Japon a employé l'aide étrangère pour favoriser son commerce avec le Brésil après la Seconde Guerre mondiale. Les investissements directs ont été employés pour développer des entreprises au Brésil.
Il y a eu plus d'immigrés japonais au Brésil que dans n'importe quel autre pays. Il y a aujourd'hui entre 1,3 et 1,5 million d'habitants d'origine japonaise au Brésil (800 000 aux États-Unis). Les personnes d'origine japonaise nées au Brésil sont appelées Japonais-Brésiliens (Nipo-brasileiros en portugais), ou nissei.